# Île Saint-Louis
Île Saint-Louis je ostrov na řece Seině v Paříži. Pojmenován je po francouzském králi Ludvíkovi IX.

## Geografie
Nachází se v centru Paříže jihovýchodně od ostrova Cité. 

## Mosty
S ostrovem Cité ho spojuje most Pont Saint-Louis.
Další mosty, které ostrov spojují s městem Paříž:
- Pont de la Tournelle
- Pont Louis-Philippe
- Pont Marie
- Pont de Sully

## Historie
Dříve sloužil jako pastviny pro dobytek a sklad dřeva. Dnes patří k velice drahým a noblesním obytným čtvrtím. Významnou památkou je kostel Saint-Louis-en-l'Île.
Podle žebříčku cestovatelského portálu VirtualTourist z roku 2010 je to nejhezčí ostrov světa (druhým je pražská Kampa, třetím bělehradský Ada Ciganlija).